# Балкански куп у рагбију тринаест за репрезентације
Балкански куп у рагбију тринаест за репрезентације (енгл. Balkans Cup (rugby league)) је спортски турнир у коме се такмиче рагби 13 репрезентације са Балканског полуострва.  У досадашњој историји, највеће успехе су направили Срби и Грци. Прва сезона је одржана 2014. Такмичењем руководи Европска рагби 13 федерација.

## Историја
Прва сезона је одржана 2014. До сада су одржана два Балканска купа.

### Балкански куп 2014.
Први Балкански куп је одржан у октобру 2014. у Србији. Учествовали су Србија, Грчка, Мађарска и Босна. Просечна посета на утакмицама је била око 200 гледалаца. Србија је декласирала Мађарску 50-0, а Босна и Херцеговина је изгубила од Грчке 4-58. У борби за треће место Босна и Херцеговина је била боља од Мађарске 32-6. У великом финалу, на полицијском стадиону на Макишу пред скоро 500 љубитеља рагбија 13, српски Бели орлови су изгубили од Грчке 22-50. Есеје за Србију су постигли Џавид Јашари, Никола Србљанин и Перо Маџаревић, док је голове дао Стефан Недељковић. Главни тренер Србије је био Марко Јанковић, а капитен Стефан Недељковић.

### Балкански куп 2017.
Други Балкански куп је одржан у октобру 2017. у Грчкој. Учествовали су Србија, Грчка и Бугарска. Србију су водили главни тренер Љубомир Буквић и капитен Драган Јанковић. Грчка је победила Бугарску 68-8, Србија је савладала Грчку 50-8, а онда су српски Бели орлови победили Бугарску 50-20. Есеје за Србију су постигли Рајко Трифуновић, Милош Зоговић, Андреј Мора, Реља Петровић, Алекса Радић, Ђорђе Стошић, Милош Чалић, Денис Бајрами, Драган Јанковић, Тихомир Стаменковић, Михајло Илић, Михајло Јовић, Александар Паловић, док су голове дали Стефан Вукановић, Милош Зоговић и Војислав Дедић. Србија је играла тада утакмице на стадиону у Раковици и на полицијском стадиону на Макишу. На овом турниру у просеку је постизано око 12 есеја по утакмици.

## Тренутни учесници
- Рагби 13 репрезентација Србије
- Рагби 13 репрезентација Грчке
- Рагби 13 репрезентација Црне Горе
- Рагби 13 репрезентација Бугарске
- Рагби 13 репрезентација Мађарске
- Рагби 13 репрезентација Босне и Херцеговине
- Рагби 13 репрезентација Турске
- Рагби 13 репрезентација Албаније